# Quesera
Mit dem Begriff Quesera wird in der archäologischen Fachsprache eine besondere Art von Steinartefakten bezeichnet. Die Queseras sind große Felsblöcke, in die eine Reihe von Kanälen eingearbeitet wurden. Sie erhielten diese Bezeichnung durch ihre Ähnlichkeit mit den Platten aus Stein oder Holz, auf denen die Hirten auf den Kanarischen Inseln ihren Käse herstellen. Auf der Insel Lanzarote sind zwei dieser Anlagen bekannt. Eine dritte wurde in den 1970er-Jahren in der Ortschaft San Bartolomé zerstört. Als Urheber werden die Majos, die Ureinwohner der Insel, vermutet. Da die Majos keine Metall-, sondern nur Steinwerkzeuge hatten, ist anzunehmen, dass es sich bei der Ausführung einer so umfangreichen Arbeit um ein Gemeinschaftswerk mehrerer Personen handelt. Es lässt sich nicht feststellen, ob die Queseras zu einem bestimmten Zeitpunkt geschaffen wurden oder ob sie als Ergebnis wiederholter Bearbeitungen entstanden.

## Quesera de Zonzamas

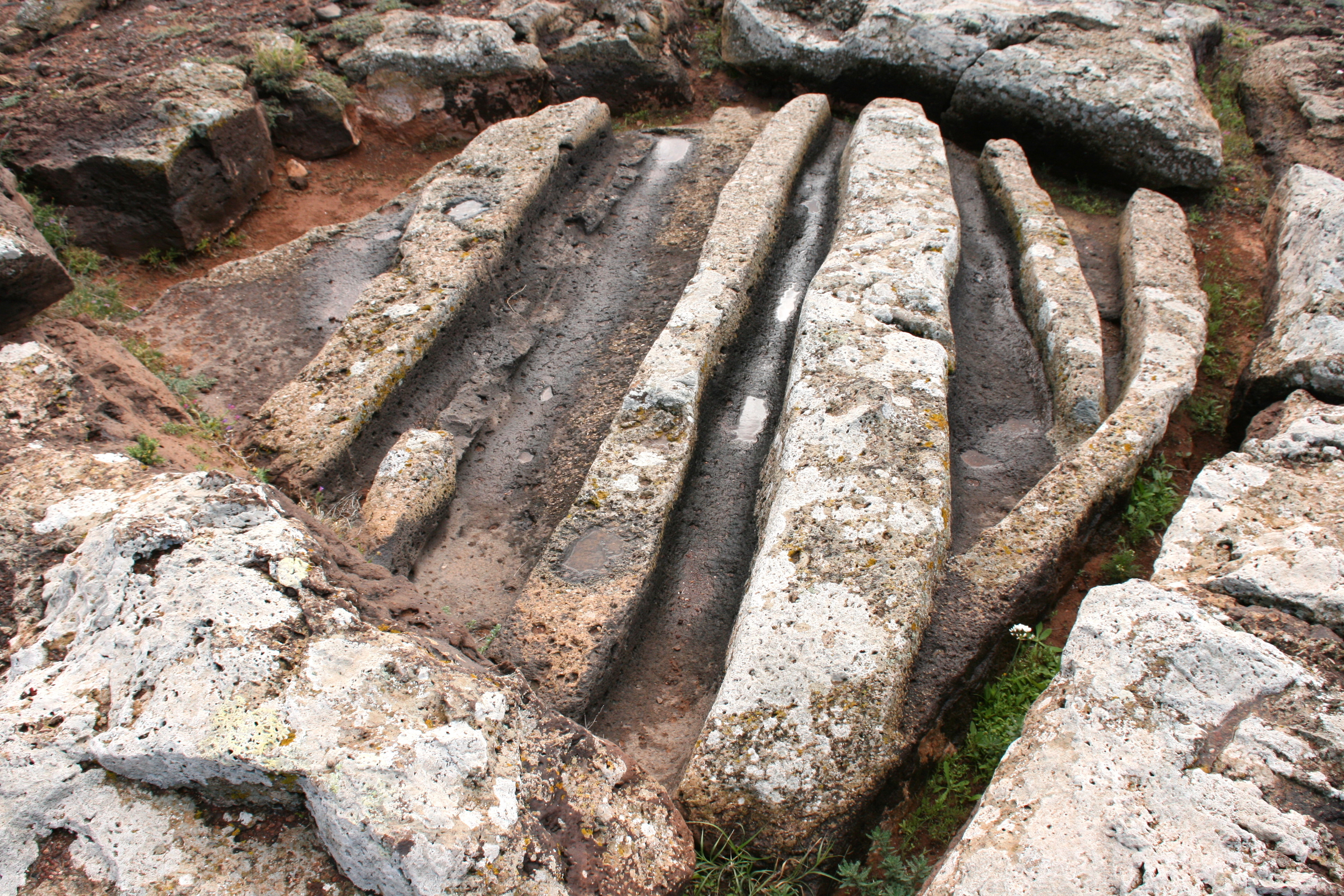
Quesera de Zonzamas

Die Quesera de Zonzamas, die auch als Quesera de los Majos bezeichnet wird, liegt auf dem Gebiet des Ortes Teguise, auf einer durch Vulkantätigkeit geschaffenen Hochfläche mit Blick auf Arrecife 29° 0′ 2″ N, 13° 34′ 4″ W.
In einen großen porösen Basaltblock wurden fünf Kanäle oder Rillen eingearbeitet. Die größte Länge des Blocks beträgt 4,15 m, die größte Breite 4,17 m. Die Kanäle haben eine Tiefe von 30 cm und eine Breite zwischen 27 und 45 cm. Diese haben Abflüsse von unterschiedlichen Ausmaßen, die zwischen 30 und 50 cm schwanken. Die Kanäle sind nach Nordwesten ausgerichtet.
Die Quesera de Zonzamas gehört zur Zona Arqueológica de Zonzamas, ihre Entfernung zu der Siedlung Poblado de Zonzamas ist so groß, dass ein direkter Zusammenhang zwischen beiden kaum wahrscheinlich erscheint. Nahe der Quesera gibt es an dem Peña del Majo (Fels des Majo) zwei Bereiche mit Flächen, auf denen insgesamt 14 Umrisse von menschlichen Füßen (Podomorfos) eingeritzt sind.

## Quesera de Bravo

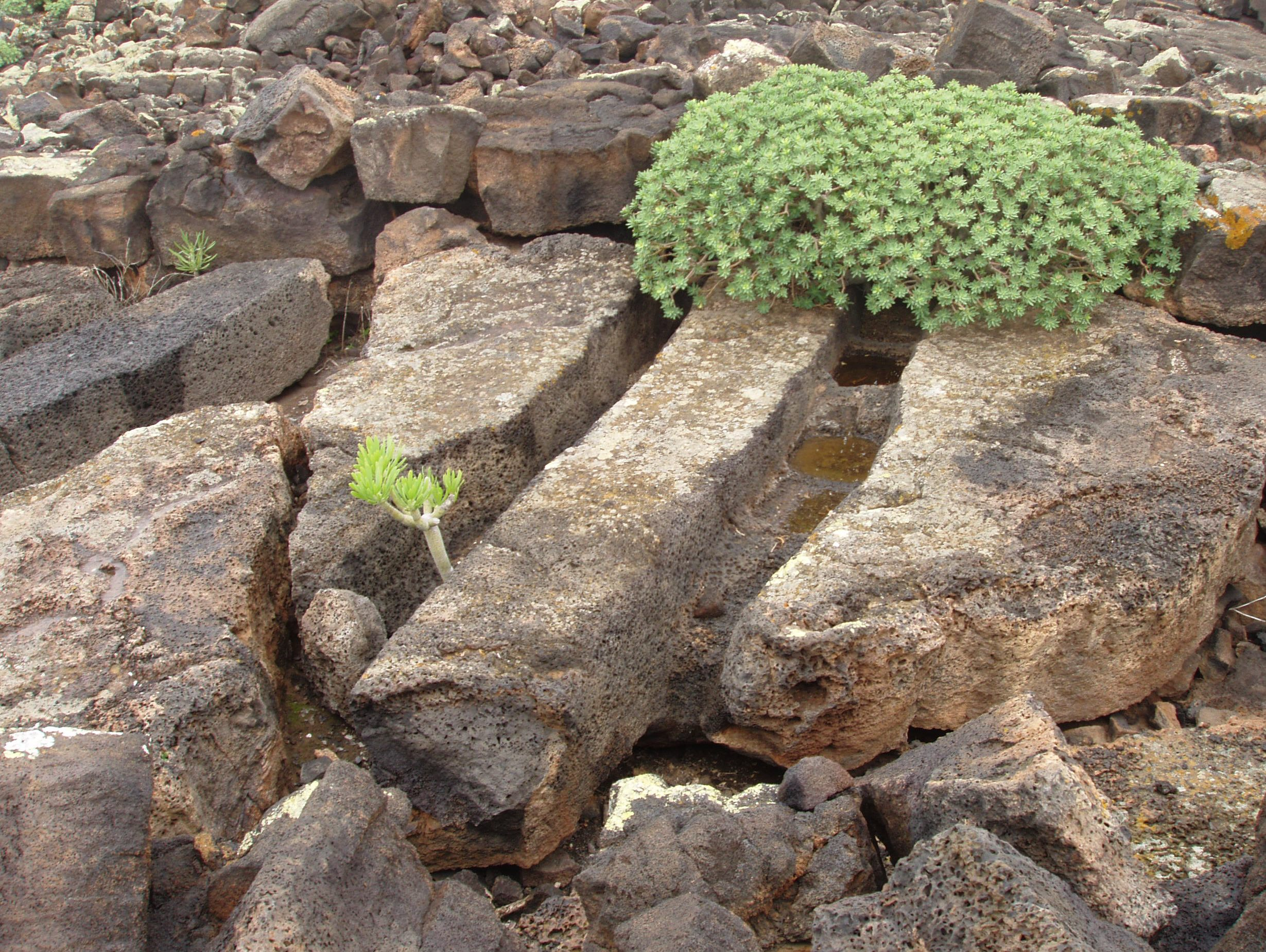
Quesera de Bravo

Die andere Quesera befindet sich im Malpaís de la Corona auf dem Gebiet der Gemeinde Haría. Sie liegt westlich von Los Jameos del Agua etwa 12 m über dem Meeresspiegel, 29° 9′ 26″ N, 13° 26′ 6″ W. Die Quesera de Bravo wurde nach dem kanarischen Naturwissenschaftler Telesforo Bravo Expósito (1913–2002) benannt, der sie im Jahr 1953 gefunden hat. Die Anlage ist in den porösen, flachen Basaltfels eingegraben. Es sind vier Kanäle ausgearbeitet worden. Der östliche ist in weitere vier Abteilungen aufgeteilt. Es erscheint möglich, dass weitere Kanäle entfernt wurden. Die Kanäle sind etwa in Nord-Süd-Richtung und nahezu horizontal angeordnet.

## Bedeutung
Im Bezug auf den Zweck der Anlagen gibt es unterschiedliche Hypothesen. Sie wurden für Kultstätten gehalten, für Versammlungsplätze, für prähistorische Tempel und Orte für Rituale oder geheiligte Plätze. Es wurden auch verschiedene astronomische Untersuchungen durchgeführt, die aber nicht zu Ergebnissen führten. Die Überlegung, dass es Plätze waren, an denen Korn gemahlen wurde, ist kaum anzunehmen. Aufgrund der Lage in offenem Gelände mit viel Wind ist es unwahrscheinlich, dass etwas verarbeitet wurde, das leichter als Flüssigkeit ist. Die Möglichkeit, dass die Queseras dazu dienten, Produkte wie Orseille oder Wolfsmilchgewächse aufzubereiten, kann ausgeschlossen werden, da es in der näheren Umgebung kein Wasser gibt. Da es zurzeit keine gültige Erklärung für den Zweck der Queseras gibt, wird angenommen, dass sie mit irgendwelchen Ritualen verbunden sein könnten, die das Verschütten von Flüssigkeiten beinhalteten.